# Матеуш Бернатек
Матеуш Луціян Бернатек (пол. Mateusz Lucjan Bernatek; нар. 12 січня 1994) — польський борець греко-римського стилю, срібний призер чемпіонату світу, срібний призер чемпіонату Європи.

## Життєпис
Боротьбою почав займатися з 2004 року. У 2011 році став бронзовим призером чемпіонату Європи серед кадетів. У 2013 році став чемпіоном Європи серед юніорів. наступного року на цьому ж турнірі здобув бронзову нагороду, а у 2016 став чемпіоном Європи серед молоді.
Виступає за борцівський клуб «AKS» Пйотркув-Трибунальський. Тренер — Генрік Грабовецький (з 2010).

## Спортивні результати на міжнародних змаганнях

### Виступи на Чемпіонатах світу
| Змагання                        | Збірна | Вагова категорія                 | Місце  |
| ------------------------------- | ------ | -------------------------------- | ------ |
| Чемпіонат світу з боротьби 2015 | Польща | греко-римська боротьба, до 66 кг | 10     |
| Чемпіонат світу з боротьби 2017 | Польща | греко-римська боротьба, до 66 кг | Срібло |
| Чемпіонат світу з боротьби 2019 | Польща | греко-римська боротьба, до 72 кг | 13     |
| Чемпіонат світу з боротьби 2021 | Польща | греко-римська боротьба, до 67 кг | 7      |

### Виступи на Чемпіонатах Європи
| Змагання                         | Збірна | Вагова категорія                 | Місце  |
| -------------------------------- | ------ | -------------------------------- | ------ |
| Чемпіонат Європи з боротьби 2017 | Польща | греко-римська боротьба, до 66 кг | 10     |
| Чемпіонат Європи з боротьби 2019 | Польща | греко-римська боротьба, до 72 кг | 7      |
| Чемпіонат Європи з боротьби 2020 | Польща | греко-римська боротьба, до 72 кг | 15     |
| Чемпіонат Європи з боротьби 2021 | Польща | греко-римська боротьба, до 67 кг | Срібло |

### Виступи на Європейських іграх
| Змагання              | Збірна | Вагова категорія                 | Місце |
| --------------------- | ------ | -------------------------------- | ----- |
| Європейські ігри 2015 | Польща | греко-римська боротьба, до 66 кг | 18    |
| Європейські ігри 2019 | Польща | греко-римська боротьба, до 67 кг | 9     |

### Виступи на Чемпіонатах світу серед військовослужбовців
| Змагання                                                  | Збірна | Вагова категорія                 | Місце |
| --------------------------------------------------------- | ------ | -------------------------------- | ----- |
| Чемпіонат світу з боротьби серед військовослужбовців 2021 | Польща | греко-римська боротьба, до 72 кг | 8     |

### Виступи на інших змаганнях
| Змагання                                                         | Збірна | Вагова категорія                 | Місце  |
| ---------------------------------------------------------------- | ------ | -------------------------------- | ------ |
| Меморіал Кристьяна Палусалу 2014                                 | Польща | греко-римська боротьба, до 66 кг | Золото |
| Гран-прі Парижа з боротьби 2015                                  | Польща | греко-римська боротьба, до 66 кг | Золото |
| Гран-прі FILA 2015                                               | Польща | греко-римська боротьба, до 66 кг | Бронза |
| Кубок Владислава Пітласинські 2015                               | Польща | греко-римська боротьба, до 66 кг | Бронза |
| Кубок Вантаа з боротьби 2015                                     | Польща | греко-римська боротьба, до 71 кг | 8      |
| Кубок Арво Хаавісто 2015                                         | Польща | греко-римська боротьба, до 66 кг | 5      |
| Гран-прі Загреба з боротьби 2016                                 | Польща | греко-римська боротьба, до 66 кг | 7      |
| Гран-прі Угорщини з боротьби 2016                                | Польща | греко-римська боротьба, до 66 кг | 18     |
| Олімпійський кваліфікаційний турнір з боротьби 2016 (Улан-Батор) | Польща | греко-римська боротьба, до 66 кг | 19     |
| Кубок Владислава Пітласинські 2016                               | Польща | греко-римська боротьба, до 66 кг | 5      |
| Гран-прі Німеччини з боротьби 2016                               | Польща | греко-римська боротьба, до 66 кг | 5      |
| Меморіал Кристьяна Палусалу 2016                                 | Польща | греко-римська боротьба, до 66 кг | Золото |
| Золотий Гран-прі з боротьби 2016                                 | Польща | греко-римська боротьба, до 66 кг | 12     |
| Гран-прі Парижа з боротьби 2017                                  | Польща | греко-римська боротьба, до 66 кг | Срібло |
| Тор Мастерс 2017                                                 | Польща | греко-римська боротьба, до 66 кг | Бронза |
| Гран-прі Угорщини з боротьби 2017                                | Польща | греко-римська боротьба, до 66 кг | Срібло |
| Кубок Владислава Пітласинські 2017                               | Польща | греко-римська боротьба, до 66 кг | Бронза |
| Київський Міжнародний турнір з боротьби 2018                     | Польща | греко-римська боротьба, до 67 кг | Бронза |
| Гран-прі Німеччини з боротьби 2018                               | Польща | греко-римська боротьба, до 67 кг | Бронза |
| Міжнародний турнір Любомира Івановича-Гедзи 2018                 | Польща | греко-римська боротьба, до 67 кг | 10     |
| Гран-прі Загреба з боротьби 2019                                 | Польща | греко-римська боротьба, до 72 кг | Бронза |
| Кубок Владислава Пітласинські 2019                               | Польща | греко-римська боротьба, до 67 кг | Золото |
| Тор Мастерс 2020                                                 | Польща | греко-римська боротьба, до 67 кг | 6      |
| Чемпіонат Польщі з греко-римської боротьби 2020                  | Польща | греко-римська боротьба, до 67 кг | Бронза |
| Кубок Владислава Пітласинські 2020                               | Польща | греко-римська боротьба, до 67 кг | Бронза |
| Гран-прі Загреба з боротьби 2021                                 | Польща | греко-римська боротьба, до 72 кг | Бронза |
| Кубок Владислава Пітласинські 2021                               | Польща | греко-римська боротьба, до 72 кг | 9      |

### Виступи на змаганнях молодших вікових груп
| Змагання                                       | Збірна | Вагова категорія                 | Місце  |
| ---------------------------------------------- | ------ | -------------------------------- | ------ |
| Чемпіонат Європи з боротьби серед кадетів 2009 | Польща | греко-римська боротьба, до 50 кг | 8      |
| Чемпіонат Європи з боротьби серед кадетів 2011 | Польща | греко-римська боротьба, до 58 кг | Бронза |
| Чемпіонат Європи з боротьби серед юніорів 2013 | Польща | греко-римська боротьба, до 66 кг | Золото |
| Чемпіонат Європи з боротьби серед юніорів 2014 | Польща | греко-римська боротьба, до 66 кг | Бронза |
| Чемпіонат світу з боротьби серед юніорів 2014  | Польща | греко-римська боротьба, до 66 кг | 17     |
| Чемпіонат Європи з боротьби серед молоді 2015  | Польща | греко-римська боротьба, до 66 кг | 8      |
| Чемпіонат Європи з боротьби серед молоді 2016  | Польща | греко-римська боротьба, до 66 кг | Золото |